# Едвин Мозиз
Едвин Корли Мозиз (енгл. Edwin Corley Moses; Дејтон, 31. августа 1955), амерички атлетичар, који је освојио златне медаље у дисциплини 400  са препонама на Олимпијским играма 1976. и Олимпијским играма 1984. и бронзану на Играма у Сеулу 1988. Мозиз је и двоструки светски првак, на Светском атлетском првенству у Хелсинкију 1983 и Риму 1987. и троструки победник Светског купа у атлетици, 1977, 1979. и 1981.
Између 1977. и 1987. године Мозиз је победио у непрекидном низу на 107 узастопних финалних такмичења, те, у склопу тога, у том периоду, на 122 узастопне трке није доживио пораз. Четири пута је постављао светски рекорд на 400 m препоне, последњи пута 1983. године, у Кобленцу, Немачка, а с тим, сада бившим светским рекордом, и данас држи други резултат свих времена у тој дисциплини. Први је увео технику трчања с 13 корака између високих препона, с 12 корака између појединих препона. Због тих својих успеха, али и трага који је оставио у светској атлетици, с правом се сматра не само највећим препонским тркачем у историји атлетике, него и једним од највећих атлетичара у историји.

## Каријера
Едвина Мозиза спортски је свет упознао на Олимпијским играма у Монтреалу, 1976. 
Квалификујући се на америчким триалсима, победио је у финалу Игара у Монтреалу, и то са новим светским рекордом, 47,64 s, оборивши четири године стар рекорд са Олимпијских игара у Минхену 1972., који је поставио Џон Аки-Буа из Уганде.
Идуће, 1977. године, одмах почетком сезоне, 11. јуна, у Вествуду, у Калифорнији, је поново поставио светски рекорд на 400  са препонама у времену 47,45 s. Међутим, 26. августа, Мозиз је изгубио своју прву трку откада се појавио на међународној сцени, и то од немачког препонаша Харалда Шмида. Овај пораз коштао је Мозиза (неслужбене) титуле атлетичара с највећим непрекидним низом финалних победа. Сакупивши 107 победа у каријери заузима друго место, иза свог сународника, бацача кугле Перија О'Брајена, који има низ од 116 узастопних финалних победа. Крајем те сезоне је победио и на Првом светском купу у атлетици у Диселдорфу.
Године 1978. Мозиз је победио на свим атлетским митинзима на којима је наступио. Идуће године је поново тријумфовао на Другом светском купу, у Монтреалу.
Међутим, председник САД Џими Картер је наредио бојкот Олимпијских игара у Москви 1980 и Мозиз је изгубио прилику да понови успех из 1976. На Играма у Москви, у дисциплини 400  са препонама је победио источнонемачки атлетичар Волкер Бек. Мозиз је 3. јул а 1980. године у Милану поправио свој светски рекорд на 47,13 s.
Године 1981. је по трећи пут тријумфовао на Светском атлетском купу у Риму. Године 1982. и 1983. су врхунац каријере Едвина Мозиза.
На Првом светском атлетском првенству у Хелсинкију 1983, Мозиз је освојио злато. Након тог светског првенства, а на свој рођендан 31. августа је поставио свој четврти светски рекорд у трци на 400  са препонама, 47,02 секунде. Овај рекорд је остао на снази 9 година када га, на Олимпијским играма у Барселони, 1992. испод границе 47 секунди (и данас важећих 46.78 сец) спустио Мозизов сународник Кевин Јанг.
На Играма у Лос Анђелесуе 1984. године Мозизу је припала част да изговори Олимпијску заклетву на отварању Олимпијских игара. Мозиз је у трци на 400  са препонама узео своје друго олимпијско злато. Највећи конкуренти у то време Дени Харис и Немац Харалд Шмид освајају сребро и бронзу.
Идуће две године Мозиз побеђује на свим митинзима, а 1987. године Дени Харис, 4. јуна, у Мадриду је победио Мозиза и прекинуо његов низ који је трајао тачно 9 година, 9 месеци и 9 дана. Међутим, на Другом светском првенству у атлетици, те године у Риму, Мозиз је освајио своју другу титулу светског првака, две стотинке испред Хариса и Шмида.
На олимпијским играма у Сеулу 1988. године, Едвин Мозиз је поново био фаворит у својој дисциплини, претходно поновно победивши на америчким квалификацијама. Међутим, Андре Филипс, Мозизов земљак који је редовно губио од њега, као и Сенегалац Амаду Дија Ба, су победили Мозиза који је освојио бронзу.

## Награде и признања
Мозиз је први добитник тада новоустановљене награде америчке атлетске федерације „Џеси Овенс“ 1981, затим награде „Џејмс Е. Саливен“ као најбољи аматерски атлетичар у САД 1983. У избору Еј-Би-Сија за најбољег спортисту 1984. освојио је прво место, као и у избору магазина „Спортс Илустрејтед“. Године 1984, његов родни град Дејтон преименовао је Вест Мајами булевар и Санрајз авенију у Булевар Едвина К. Мозиза. Године 1999, Мозиз је био на 47. месту на ESPN-овом списку 50 најбољих спортиста века.
Приликом установљења нове престижне спортске награде Laureus World Sports Academy, 2000. године Савет ове институције изабрао је Мозиза за свог првог председника.

## Реформе подобности
Године 1979, Мозиз је узео одсуство са свог посла у Џенерал Динамиксу да би се посветио трчању са пуним радним временом. У наредне две године имао је кључну улогу у реформи међународних и олимпијских правила о подобности. На његов наговор, основан је програм Поверилачког фонда за спортисте како би се спортистима омогућило да имају користи од државних или приватних стипендија, директних плаћања и новца од комерцијалне подршке, а да притом не угрозе своје квалификације за Олимпијске игре. Мозиз је представио план Хуану Антонију Самарану, председнику Међународног олимпијског комитета, и концепт је ратификован 1981. Овај фонд је основа многих програма издржавања, стипендија и корпоративне подршке олимпијских спортиста, укључујући прогреме директне помоћи спортистима Олимпијског комитета Сједињених Држава.

## Тестирање на дрогу
Као спортски администратор, Мозиз је учествовао у развоју бројних политика за борбу против дроге и помогао је атлетичарској заједници да развије један од најстрожих система насумичног тестирања на дроге у спорту. У децембру 1988. дизајнирао је и креирао први програм тестирања дрога у аматерском спорту насумичним избором ван такмичења. Више деценија, Мозиз је био лидер у стварању структуре и протокола који су значајно смањили употребу илегалних лекова који побољшавају перформансе у атлетици.

## Остала достигнућа
Након што се повукао из атлетике, Мозиз се такмичио у боб тркама Светског купа 1990. у Винтербергу у Немачкој. Он и дугогодишњи амерички олимпијац Брајан Шимер освојили су бронзану медаљу у двобоју.
Године 1994, Мозиз је стекао МБА на Универзитету Пепердин и примљен је у Националну атлетску алеју славних.
Од избора 2000. године, Мозиз је био председник Светске спортске академије Лауреус, која настоји „да промовише и повећа учешће у спорту на свим нивоима, као и да промовише коришћење спорта као алата за друштвене промене широм света“. Неколико десетина спортиста олимпијских и светских шампиона, преко Фондације Лауреус спортови за добро, ради на помоћи младима у неповољном положају широм света.
Године 2008, Мозиз је уручио награду за животно дело Дејтонску награду за књижевни мир Тејлору Бранчу, биографу Мартина Лутера Кинга млађег.
У мају 2009, године, Универзитет Масачусетса у Бостону доделио је Мозизу почасни докторат за његове напоре да одржи интегритет олимпијских спортова и за његову употребу спорта као алата за позитивне друштвене промене.

## Лични живот
Мозизов отац је био Таскиги ваздухопловац. Мозиз је вегетаријанац, хуманитарац и заговорник мира.
Од 1986. до 1988. године, још увек у врхунцу своје тркачке каријере, патио је од недијагнозиране руптуре диска, откривене магнетном резонанцом годинама касније.
Мозиз има једног сина Џулијана, одбојкаша, рођеног 29. августа 1995. године у јужној Калифорнији. Он се оженио Мирелом Борд 1982. године; развели су се 1992. године. Мозиз се оженио са Мишел Мозиз у фебруару 2007; она је поднела захтев за развод 2016. године.
Године 2017, Мозиз је претрпео две трауматске повреде мозга у року од неколико месеци, али се опоравио тако поново може да хода.